# Sangkanmulya
Sangkanmulya is een bestuurslaag in het regentschap Kuningan van de provincie West-Java, Indonesië. Sangkanmulya telt 2132 inwoners (volkstelling 2010).